# Новогиреево (электродепо)
Электродепо́ «Новогире́ево» (ТЧ-12) — электродепо Московского метрополитена, обслуживающее Калининскую линию с 30 декабря 1979 года. В будущем оно будет одним из двух (второе — ТЧ-18 «Солнцево»), обслуживающих проектируемую Калининско-Солнцевскую линию. В 2024—2027 гг. планируется реконструкция «Новогиреево».

## История
При открытии депо «Новогиреево» первоначально получило обозначение ТЧ-7. Депо было укомплектовано шестивагонными составами из новых вагонов типа 81-717/714 производства Мытищинского машиностроительного завода (№ 9092—9125, 9127—9128, 9356—9473). В марте 1985 года депо потеряло статус основного и было включено в состав депо «Красная Пресня».
В январе 1986 года была открыта станция «Третьяковская» и на Калининскую линию с Кольцевой было передано два(?) состава. Так на Калининской линии появились первые вагоны производства завода имени Егорова.
1 февраля 1989 года статус основного депо был восстановлен, и депо получило обозначение ТЧ-12. В 1992 году Калининская линия перешла на семивагонные составы. В депо «Новогиреево» поступили дополнительные вагоны 1980—1982 годов выпуска, переданные, главным образом, из депо «Сокол», которое переводилось на вагоны 81-717/714 более нового выпуска.
В 2009 году произведён переход Калининской линии на восьмивагонные составы. Для осуществления этого в депо поступило 3 дополнительных состава типа 81-717.5М/714.5М.
Осенью 2009 года в электродепо «Новогиреево» прибыл пробный модернизированный состав 81-717.6К/714.6К, который эксплуатировался на Калининской линии до августа 2012 года, после чего был отстранён от эксплуатации с пассажирами. 29 декабря 2009 года впервые выдан на линию под пассажиров первый новый поезд модели 81-717.6/714.6, который проработал до января 2011 года, после чего был передан на Люблинско-Дмитровскую линию. Первоначально планировалось наладить серийное производство этих вагонов, но в ходе эксплуатации составов были выявлены многочисленные проблемы, из-за которых они часто отсутствовали на линии, поэтому было решено укомплектовать Калининскую линию вагонами 81-760/761 «Ока», эксплуатация которых началась 12 апреля 2012 года.
Для замены парка подвижного состава в депо было поставлено 184 вагона «Ока», ещё 56 вагонов было поставлено для обслуживания нового участка «Новогиреево» — «Новокосино».
Полностью заменить старые вагоны типа 81-717/714 на вагоны «Ока» планировалось до конца 2012 года; однако в начале 2013 года на линию выдавалось до трёх составов 81-717/714, их регулярная пассажирская эксплуатация была прекращена в конце марта 2013 года.
В 2012—2013 годах в депо проводилась утилизация старых вагонов как из самого «Новогиреева», так и из других депо (в частности, из ТЧ-8 «Варшавское»). В этом же депо в 2013 году были утилизированы последние списанные вагоны типов Е, Еж/Еж1, Ем-508/509, которые хранились в депо «Черкизово», «Измайлово» и «Северное». Среди них были вагоны из грузовых поездов, приписанных к депо «Северное» и «Черкизово», в том числе вагон модели 81-714 № 7225, который до 2009 года работал в депо «Красная Пресня» сопровождением грузового.
На хранении в депо находился первый опытный состав модели 81-760/761 (головные вагоны № 37001—37002 с прицепными вагонами № 30001—30006). На головных вагонах этого состава присутствуют стилизованные цифры «75», нанесённые в честь 75-летия Московского метрополитена в 2010 году. Состав был списан и утилизирован в ноябре 2021 года. Также, с января 2004 по апрель 2012 года в депо на ответственном хранении находился опытный состав типа 81-740/741 «Русич» (№ 0001—0501—0002).

## Обслуживаемые линии
| Линия       | Период                 |
| ----------- | ---------------------- |
| Калининская | 1979 — настоящее время |

## Подвижной состав

### Пассажирский подвижной состав
| Тип вагонов      | Период                 | Вагонов в составе | Состояние               |
| ---------------- | ---------------------- | ----------------- | ----------------------- |
| 81-717/714       | 1979—2013              | 6                 | списаны                 |
| 81-717/714       | 1992—2009              | 7                 | списаны                 |
| 81-717.5М/714.5М | 2009—2012              | 8                 | переданы                |
| 81-717.6/714.6   | 2009—2011              | 8                 | переданы                |
| 81-717.6К/714.6К | 2009—2012              | 8                 | списаны                 |
| 81-760/761 «Ока» | 2012 — настоящее время | 8                 | регулярная эксплуатация |

## В культуре
Электродепо ТЧ-12 «Новогиреево» присутствует в дополнении (моде) «Metrostroi Subway Simulator» к игре «Garry's Mod» в Steam, разработано «игроками-энтузиастами» и функционирует в виде аддона в Steam Workshop. Дополнение отличается от других симуляторов высокой реалистичностью. На карте Калининской линии с депо доступна функция построения маршрута от лица диспетчера на экране во время нахождения в кабине путём нажатия клавиши PAGE UP на клавиатуре. Депо «Новогиреево» также планировалось ко внедрению в игру на смартфоны «Subtransit Drive» 9 февраля 2024 года, однако выход обновления, в котором было добавлено депо, состоялся 10 февраля.